# Allen Brent

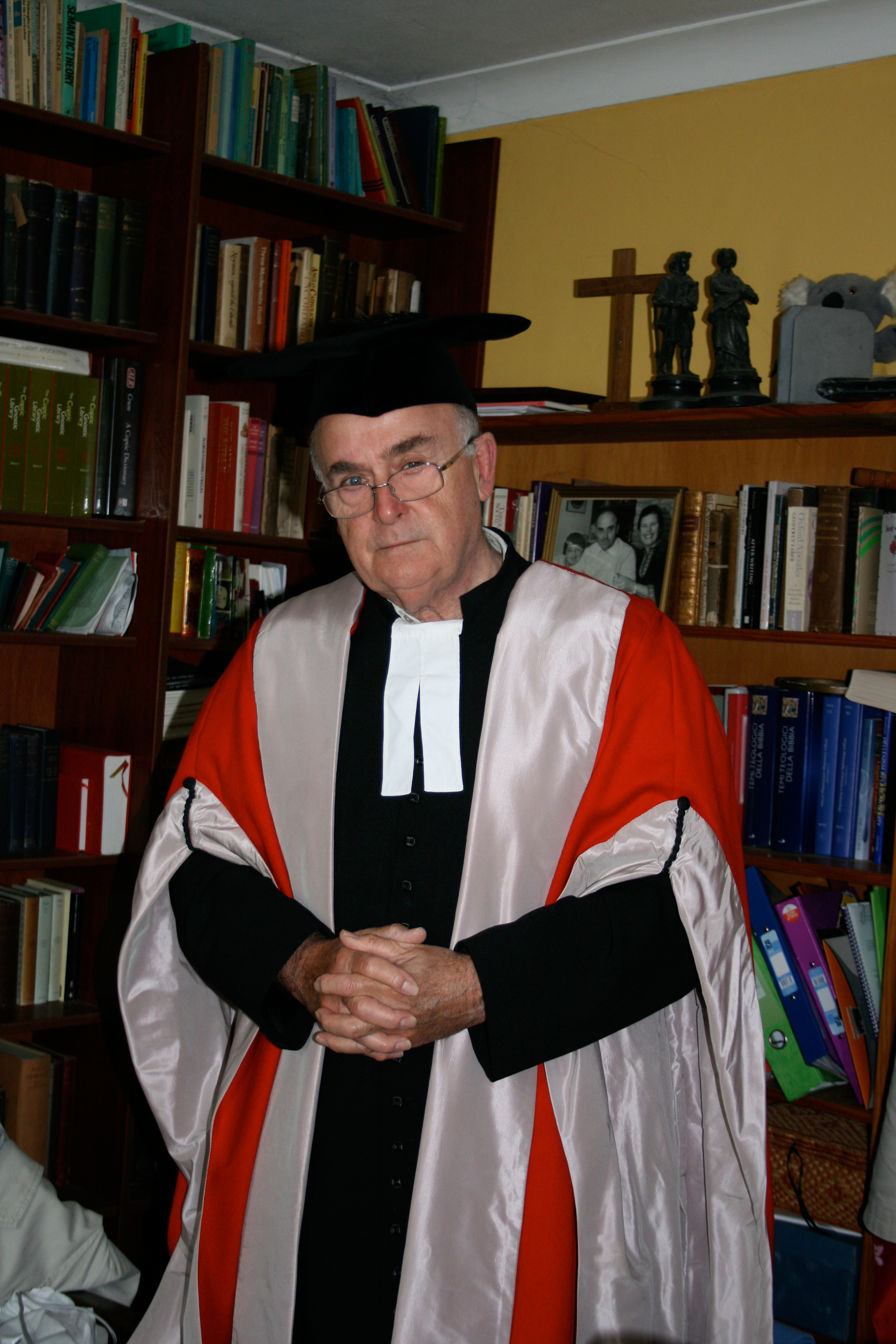
Allen Brent (2011)

Allen Brent (* 1940 in London) ist ein britischer Patristiker.

## Leben
Von 1998 bis 2010 war er Dozent an der Fakultät für Theologie der Universität von Cambridge. Er war Professor für frühchristliche Geschichte und Ikonographie am King’s College London, wo er gemeinsam mit Markus Vinzent an einem zweijährigen BARDA-Projekt forscht: Frühchristliche Epigraphik und Ikonographie nach Dölger. Er ist außerdem Professore Invitato am Istituto Patristico Augustinianum in Rom. Er wurde am 28. April 2011 zum Diakon für das Personalordinariat Unserer Lieben Frau von Walsingham und am 15. Juni 2011 zum Priester geweiht.

## Schriften (Auswahl)
- Hippolytus and the Roman church in the third century. Communities in tension before the emergence of a monarch-bishop. Leiden 1995, ISBN 90-04-10245-0.
- The imperial cult and the development of church order. Concepts and images of authority in paganism and early Christianity before the Age of Cyprian. Leiden 1999, ISBN 90-04-11420-3.
- Ignatius of Antioch and the Second Sophistic. A study of an early Christian transformation of pagan culture. Tübingen 2006, ISBN 3-16-148794-X.
- Ignatius of Antioch. A martyr bishop and the origin of episcopacy. London 2007, ISBN 0-567-03200-0.